# X10 (motorvagn)
X10 är en generation svenskutvecklade, svensktillverkade elektriska motorvagnar för lokal- och regionaltågstrafik, lanserad under början av 1980-talet. X10 är en vidareutveckling av det svenskutvecklade motorvagnståget X1 från 1967. De kvarvarande enheterna, som samtliga rullade hos Storstockholms Lokaltrafik (SL), ersattes under 2016 och 2017 av X60 inför Citybanans öppning. X10:an har tidigare också använts av Västtrafik, X-Trafik, Skånetrafiken, Västmanlands Länstrafik och Upplands Lokaltrafik. Inga X10:or har exporterats utomlands.

## Allmänt
X10 togs fram då fler elektriska lokaltåg behövdes i Skåne, Göteborg och Stockholm. 1978–1981 tecknade operatören SJ avtal med några regionala trafikförvaltningar för lokal/regional tågtrafik för följande banor:
- september 1978: Sydvästra Skånes kommunalförbund (SSK) (Malmö–Lund–Eslöv och Malmö–Lund–Kävlinge)
- december 1979: Nordvästra Skånes kommunalförbund (NSK) (Landskrona- och Helsingborgsområdet)
- december 1979: Göteborgsregionens kommunalförbund
- 1981: Storstockholms Lokaltrafik (SL)

Redan innan förhandlingarna hade resulterat i avtal "...pågick konstruktion vid SJ och Asea av ett nytt förortståg", ett upphandlingsförfarande som Riksrevisionsverket några år senare riktade mycket skarp kritik mot (= dyrare för skattebetalarna).
I december 1979 beställde SJ 14 stycken X10:or (= 28 vagnar) av Asea, varav 10 vagnar var avsedda för SL. Tågsätten levererades under perioden februari–maj 1983.
Senare beställdes också tågsätt till Upplands Lokaltrafik, Västmanlands Länstrafik och X-Trafik.

## Tekniskt utförande
X10:an tillverkades i 101 exemplar (=202 vagnar) av ASEA under perioden 1982–1993 och fick nummerserien 3105–3189 samt 3198–3213. Dess största tillåtna hastighet är 140 km/h. Tjänstevikten är 100 ton och den maximala, kontinuerliga motoreffekten är 1 280 kW. Vagnarna i Stockholmsområdet kunde även multipelkopplas med den äldre vagnstypen X1 som också rullade där förut.
De X10-vagnar som rullade i Göteborgsområdet, Skåne och i andra delar av Sverige byggdes senare om till typ X11. Därmed rullade X10 endast i Stockholmsområdet. Antalet kvarvarande X10:or var nu 52 enheter (= 104 vagnar) och dessa hade inventarienummer 3114–3133, 3148–3166, 3176–3181, 3186 samt 3198–3203. SL har dock bytt ut samtliga X10:r under perioden 2016–2017 och ersatt dessa med X60. 43 av enheterna skrotades under första halvan av 2017 och de nio kvarvarande såldes under sommaren samma år.
Varje X10-enhet har två enheter: drivenhet (X10-A) och manöverenhet (X10-B). I X10-A sitter de fyra drivmotorerna (likström) och merparten av den elektriska utrustningen. X10-B saknar drivning, men innehåller viss elektrisk utrustning. X10 fick dock modernare motorer än sin föregångare: LJM-290-motorn istället för LJE-65-motorn som X1 hade. Varje vagn har tre dörrpar på vardera sidan. Inredningen i SL-vagnarna bestod av 2+3 säten i bredd. Varje X10-enhet är 49 868 mm lång över stötytorna. I SL-trafiken kördes det vanligtvis med fyra enheter (åtta vagnar) per tåg men med två enheter (fyra vagnar) på tider och sträckor med mindre belastning.
X10 är en vidareutveckling av motorvagnståget X1. Under utvecklingsarbetet försökte Asea och SJ ta vara på de erfarenheter man hade av X1:orna, som visat sig vara mycket känsliga för det hårda, svenska klimatet (felkonstruerade). I X10-vagnarna placerades luftintag och elektrisk utrustning därför mer skyddat än på X1. Förutom skivbromsar utrustades X10 även med reostatisk broms, där den genererade elenergin brändes bort i motstånd ("värmeelement") på taket (X1 var endast utrustad med skiv- och blockbroms). Senare fick även X10-vagnarna byggas om för bättre passa det svenska klimatet (på grund av överslag i motorerna, snö i elutrustningen och så vidare).
Förarhytten och dess förarmiljö är snarlik samtida övriga fordon från ASEA. Till exempel nyare versionerna 5/6 av Rc-loket. Även kommande X 2000-snabbtåget, med littera X2, fick en snarlik förarhytt. Grundtanken var att det skulle vara enkelt för en lokförare att känna igen sig oavsett fordonstyp. Tanken var på intet sätt ny. Som jämförelse kan till exempel tidiga versioner av Rc-loket, (1–4) jämföras med samtida motorvagnar som till exempel X1. Även dessa var snarlika i förarhytten och hade dessutom en hel del gemensamma komponenter gällande bromsreglage med mera.
X10:rna som levererades till SL kom först med orange inredning och bruna säten, samma som vagnarna i Stockholms tunnelbana hade på den tiden, och senare med mintgrön inredning och gråa säten. Den utvändiga färgsättningen var den samma som föregångarna X1 hade. 1998–2002 upprustades vagnarna och fick gul inredning och gröna säten. Vagnarna fick även en ny färgsättning utvändigt, samma som de nyare tunnelvagnarna C20.
| Modell | Operatörs land | Antal sittpl. [pl] | Tåglängd [mm] | Tom- vikt [t] | Tågtyp        | Antal enh.[st] | Max. kont. eff. [MW] | Kontakt- ledn sp [kV] | Drivmotor | Korg- bredd [cm] | Sth [km/h] | Införd |
| ------ | -------------- | ------------------ | ------------- | ------------- | ------------- | -------------- | -------------------- | --------------------- | --------- | ---------------- | ---------- | ------ |
| X 10   | Sverige        | 184                | 49 868        | 100           | motorvagnståg | 2              | 1,28                 | 15                    | likström  | 308              | 140        | 1983   |
| X 11   | Sverige        | 168                | 49 868        | 107           | motorvagnståg | 2              | 1,28                 | 15                    | likström  | 308              | 140        | 1993   |
| X 12   | Sverige        | 120                | 49 868        | 103           | motorvagnståg | 2              | 1,28                 | 15                    | likström  | 308              | 160        | 1991   |
| X 14   | Sverige        | 131                | 49 868        | 103           | motorvagnståg | 2              | 1,28                 | 15                    | likström  | 308              | 160        | 1994   |
| "RST"  | Sverige        | 254                | 74 418        |               | motorvagnståg | 3              |                      | 15                    | likström  | 308              |            | ---    |

## Andra varianter inom X10-familjen
Under början av 1980-talet planerades för en vidareutvecklad variant av X10 för fjärrtågstrafik, benämnd X11. Det planerades även för ett loktåg där samma vagnstyp skulle användas. X11-tågen skulle dock bestå av tre vagnar och skulle utvändigt målas i orange med grått yttertak (samma som originalfärgsättningen för Y1- motorvagnarna). Dessa X11:or skulle sättas i trafik på linjerna Göteborg- Strömstad, Göteborg- Kalmar/ Karlskrona och Nässjö- Göteborg via Falköping (planerna med en ny X11:a för fjärrtrafik realiserades emellertid aldrig). 
X11 Då många X10:or användes i länstrafik så tyckte man att den skulle passa utmärkt även i regionaltrafik (X10:orna hade dock många konstruktionsfel, som tog lång tid att ändra). Därför utvecklades en version av X10 med något bekvämare säten, toalett, hatthyllor och en bagagehylla i varje vagn. Till skillnad från de vanliga X10:rna är X11:orna tyngre och saknar ett dörrpar i varje vagn, det mittre, men de har i gengäld flera säten. Denna version användes ursprungligen för trafik i Västmanlands län och i Gävleborgs län. Litterabeteckningen var från början X10R, där R:et stod för "Regional", men ändrades senare till X11 för att man lättare skulle kunna särskilja dem från vanliga X10. I Göteborg och Skåne byggde man 1993–1999 om sina X10:r till X11:or för att kunna använda dem i både regional- och länstrafik. Idag återfinns X11 i olika delar av Sverige.      
X12 är ett regionaltåg som från början hade både 1:a och 2:a klass resandeutrymme även om skillnaden mellan dessa var liten. Mer benutrymme i 1:a klass jämfört med 2:a klass. X12 försågs med en toalett samt enbart en dörr i varje vagn. X12 fick sth på 160 km/h till skillnad mot X10 och X11 som enbart har sth 140 km/h, detta för att få snabbare restider. Fyra av X12-motorvagnarna har SJ:s nya gråa färgsättning och dessa används i trafiken runt Göteborg. De övriga nio har Västtrafiks och trafikerar Västsverige. Två X12:or är ombyggda till X14.
Tidigare fanns X12 också i Västmanlands län och i Uppsala län.
X14 är både ett läns- och regionaltåg med enbart 2:a klass resandeutrymme, toalett samt 2 dörrar i varje vagn precis som X11. Även X14 har en maxhastighet på 160 km/h. X14-motorvagnarna har olika färgsättning beroende på länstrafikbolag. De används främst i länstågstrafik i Bergslagen på uppdrag åt Tåg i Bergslagen, i Västra Götalands län på uppdrag åt Västtrafik och i Jönköpings län på uppdrag åt Krösatågen. Två X14 är ombyggda från X12.

## X10 utomlands
Motorvagnståget X10 har aldrig exporterats, men det har använts under en kortare period på Flåmsbanan i Norge, där det gått som turisttåg på sommaren, då det varit mindre behov i Stockholm.
Teoretiskt fanns en enorm, global marknad för eldrivna lokaltåg men X10 var i grundutförandet konstruerat efter svensk standard varför ett X10-tåg inte ens skulle klara att köra till Köpenhamn.

## Brandskadade enheter
Den 4 maj 2010 inträffade en brand på taket på 3160 sedan en kontaktledning gått av och fallit ner över tågsättet. Det var A-vagnen, där både drivmotorerna och den mesta av styrelektroniken sitter, som brann. De värsta skadorna koncentrerades till just taket där de dock blev mycket omfattande och kupén fick skador av rök, sot och släckningsmedel. Tåget stod hos Euro-Maint i Älvsjö för underhåll och lyckligtvis skadades ingen person vid branden.
Enheten stod länge avställd och tanken var från början att den skulle repareras men det hela drog ut på tiden. I stället slopades den för att bli reservdelsförråd. Den plockades senare, undan för undan, på alla användbara delar och skrotades slutligen.
Den 7 oktober 2013 inträffade en rökutveckling och en brand på underdelen på en X10:a, då kylfläkten till motorerna började brinna. Detta orsakade att hela tåget fick tas ur trafik och hela Upplands Väsby station, som tåget ankom till, fick utrymmas så räddningstjänsten kunde släcka branden. Skadorna koncentrerades till underredet på A-delen, där de blev rätt omfattande. Enheten kunde dock repareras med delar från 3160. Branden orsakade störningar för övrig trafik och övrig pendeltågstrafik fick vända vid Rotebro mellan klockan 11 och klockan 3 på eftermiddagen.

## Utfasning
Efter snart 34 år i tjänst började X10:rna bli gamla och slitna, dessutom fick de inte rulla i den nya tunneln Citybanan. Anledningen var att de inte uppfyllde kriterierna för detta. De saknade exempelvis fjärrblockering av nödbromsen liksom utrustning för det nya signalsystemet ETCS, de uppfyllde heller inte brandsäkerhetskraven för trafik genom tunneln. Det största problemet var dock att dörrarna inte matchade de dörrar som finns i de plattformsavskiljande väggarna vilket gjorde att X10 inte kunde angöra stationerna.
Dessutom kunde inte parkeringsbromsen hålla tåget stilla i de lutningar som finns i vissa delar av tunneln, vilket är ett måste om ett tåg skulle tvingas stanna just där det lutar.
Att bygga om och anpassa alla enheter för fortsatt trafik skulle bli för dyrt med tanke på att de bara skulle kunna rulla mellan fem och tio år till. SL bestämde sig därför att istället köpa in flera enheter av typen X60 och byta ut samtliga X10 mot dessa.
Det kom att leda till att det blev en enhetlig tågpark och att såväl förare som mekaniker bara behövde kunna behärska en enda tågtyp. Komforten för passagerarna kom också att höjas eftersom X10:orna saknade både luftkonditionering och lågt insteg.
Utfasningen av X10 påbörjades i juni 2016 och fortskred successivt i takt med att flera nya X60 kom i trafik. Den 24 februari 2017 kördes X10 för sista gången i planlagd trafik och en dryg månad senare, den 31 mars, gjorde tågtypen sin allra sista tur i den reguljära linjetrafiken. Den 11 maj arrangerades en sorts hyllande avskedsresa som skulle komma att gå samma rutt som den ursprungliga jungfruresan gjorde, 34 år tidigare.

## Utrangering
Under hösten 2016 ersattes allt fler X10 av X60B och de överflödiga enheterna ställdes av i Tomteboda för att senare utrangeras då behovet av dessa i fordonsreserven minskade.
Mellan januari och juni 2017 slopades och skrotades 43 av de 52 enheterna. Skrotningen skedde på Stena i Hallstahammar och inte i Nykroppa som annars är brukligt.

## Försäljning
Under sommaren 2017 sålde SL de nio kvarvarande enheterna till tre intressenter; fyra till nybildade Saga Rail, fyra till Tågab samt en till Transitio som skulle utgöra reservdelsförråd till deras X11 och X14. Tre av enheterna plockades dock senare på reservdelar och skrotades.
Tågab och Saga Rail gjorde lättare upprustningar med montering av toaletter och ommålning, och satte dem i trafik på bland annat Göteborg–Falun och Stockholm–Linköping i början av 2018.

## Skrotade enheter
3114–3133, 3148–3166, 3176, 3177, 3180, 3181, 3198, 3200 och 3202. (46 st.)

## Kvarvarande enheter
3178, 3179, 3186, 3199, 3201 och 3203. (6 st.)

## Nya ägare
Tågab: 3178 (reservdelsförråd), 3186 (reservdelsförråd), 3199, 3201 och 3203. (5 st.)
Transitio: 3179, reservdelsförråd. (1 st.)

## Bilder

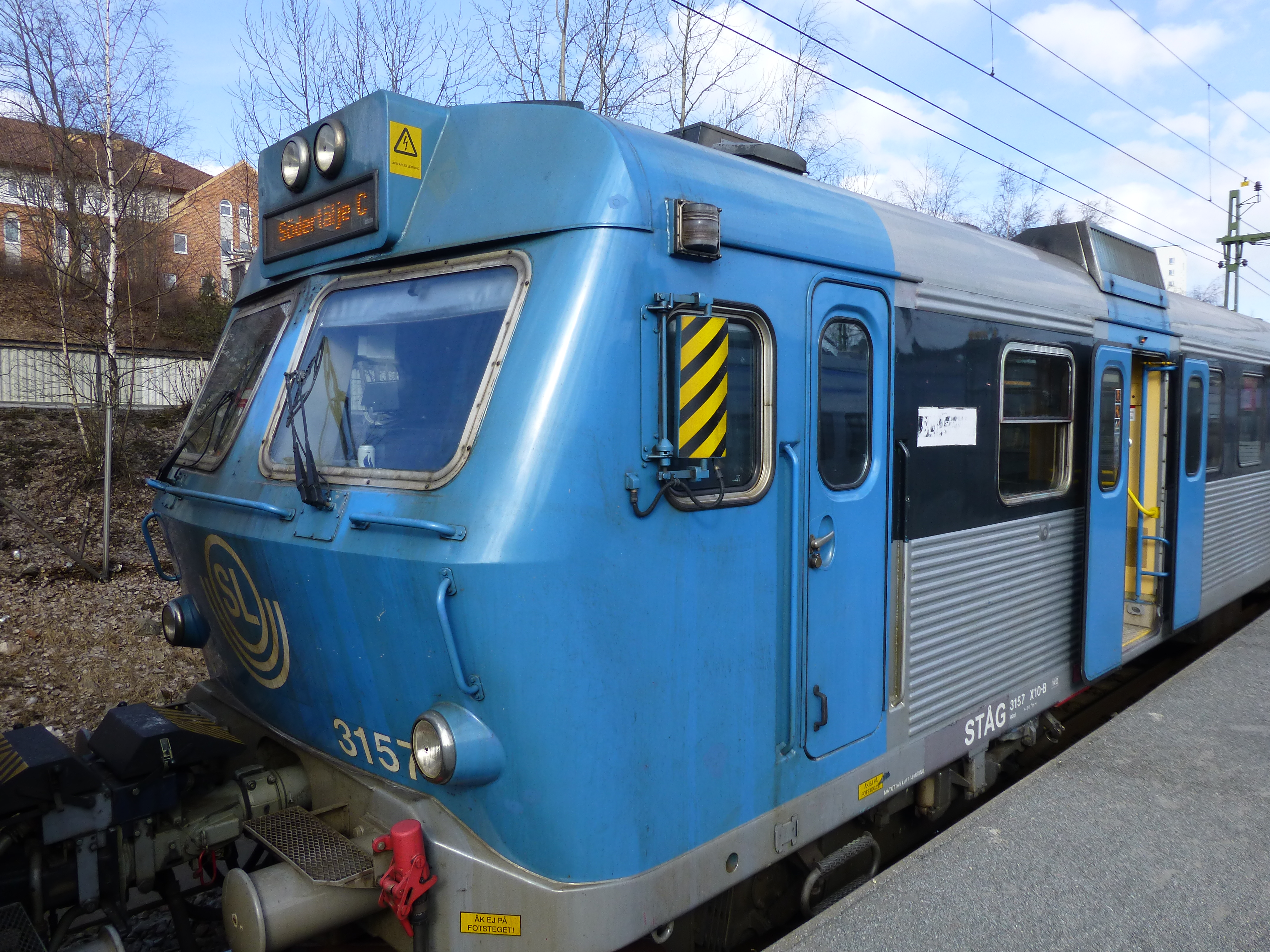
Exteriören av en X10 med nr. 3157 april 2012
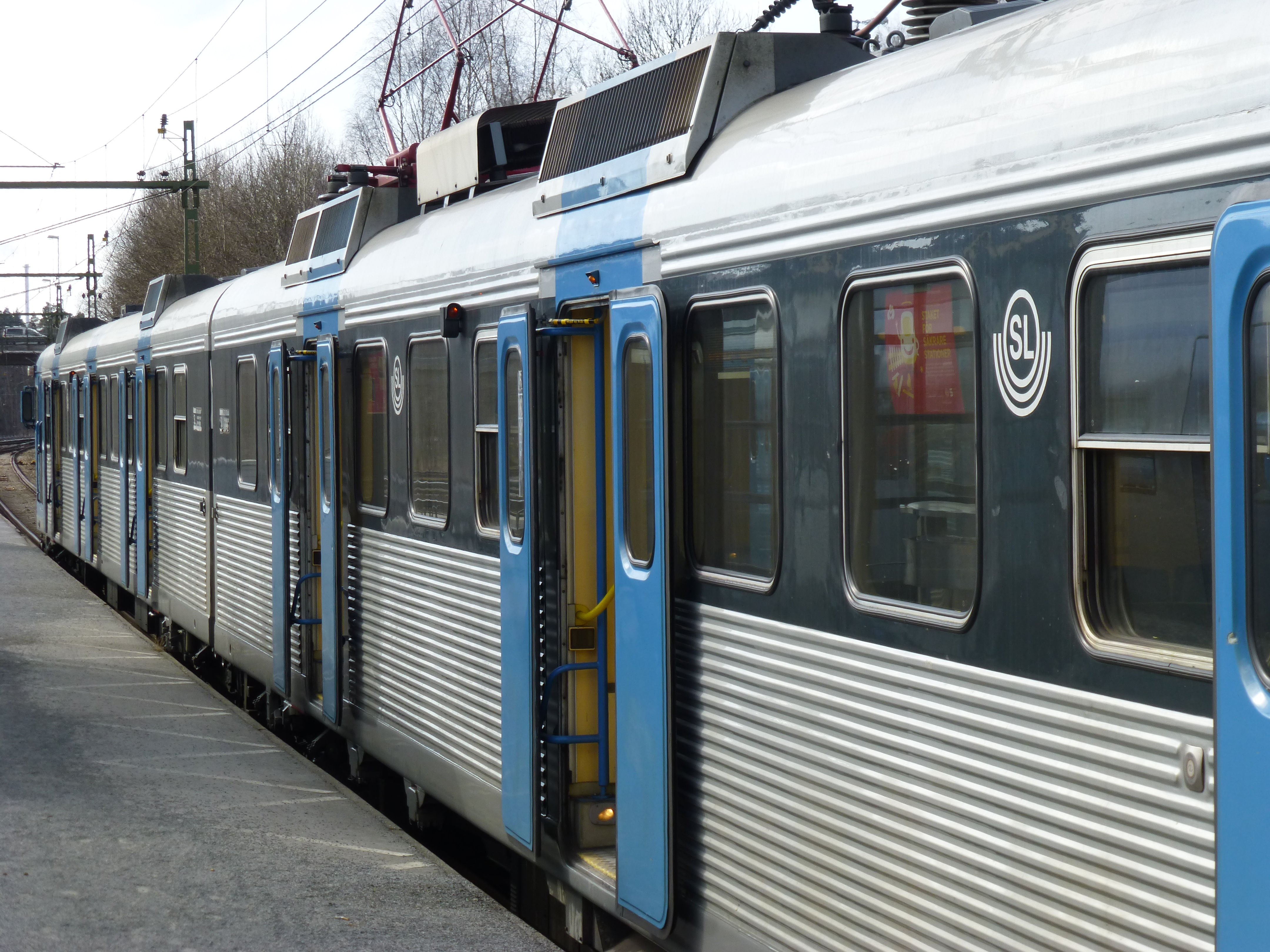
Dörrar på X10 april 2013
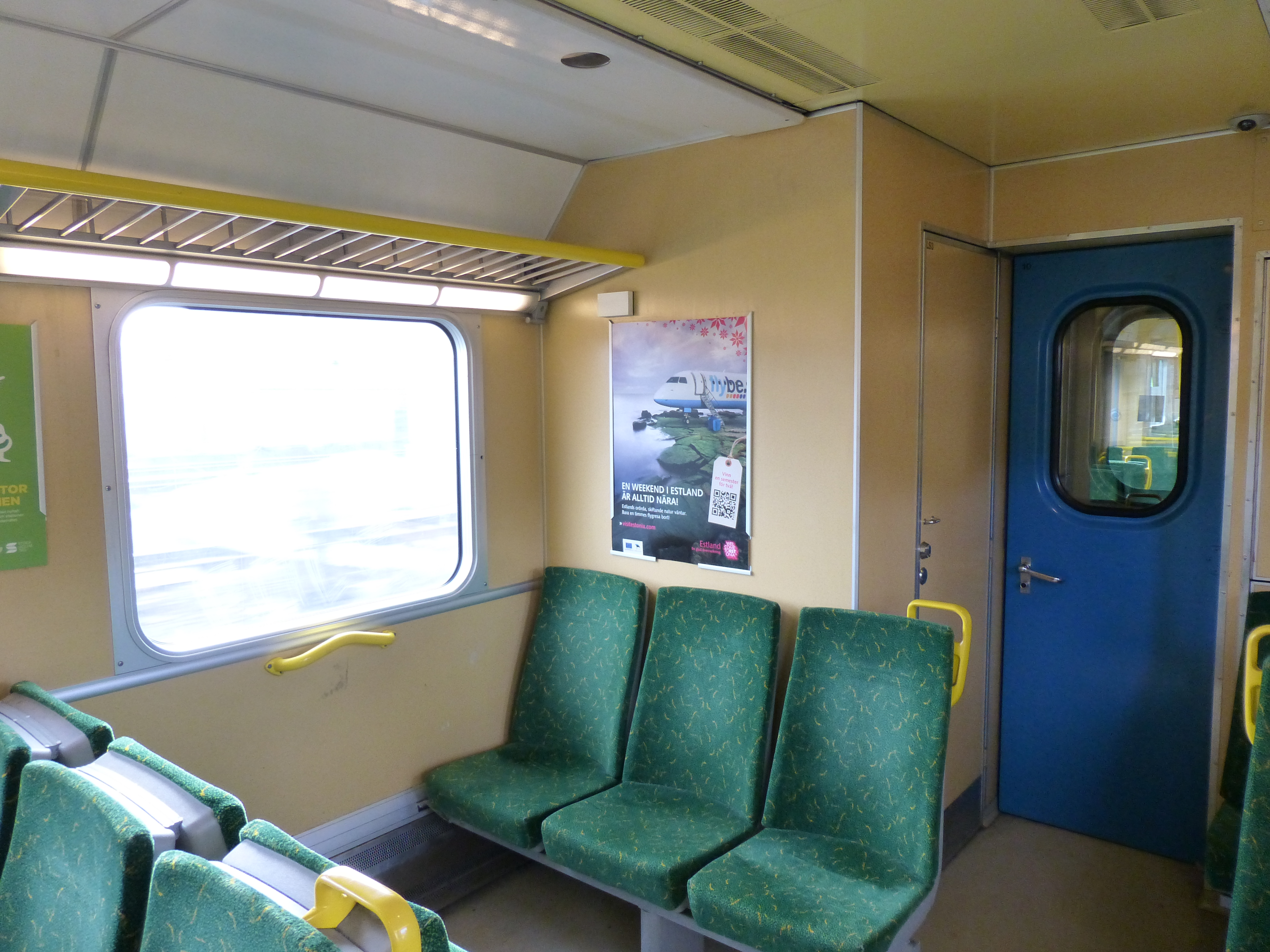
Interiören i en renoverad X10
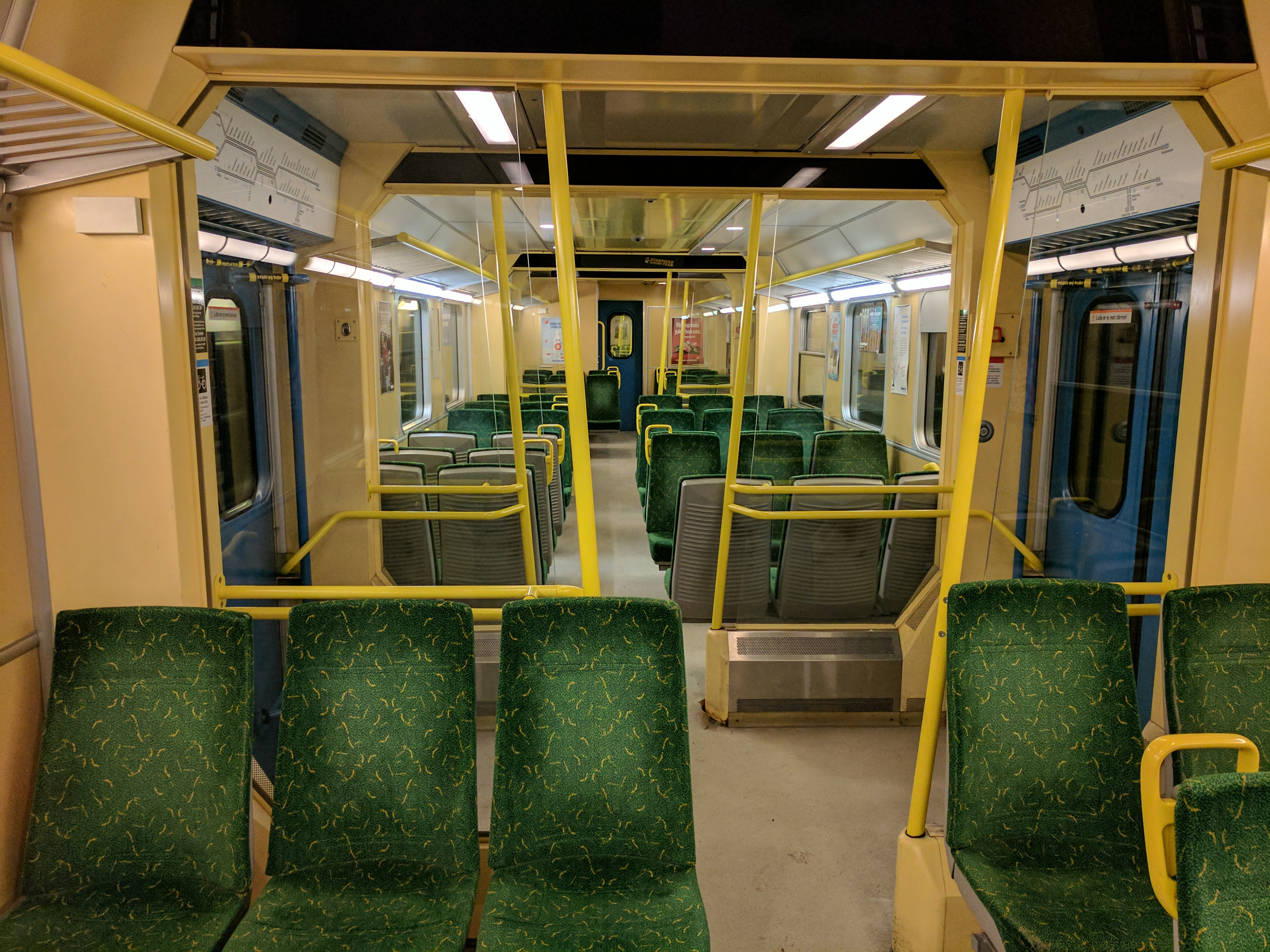
Interiören i en upprustad X10
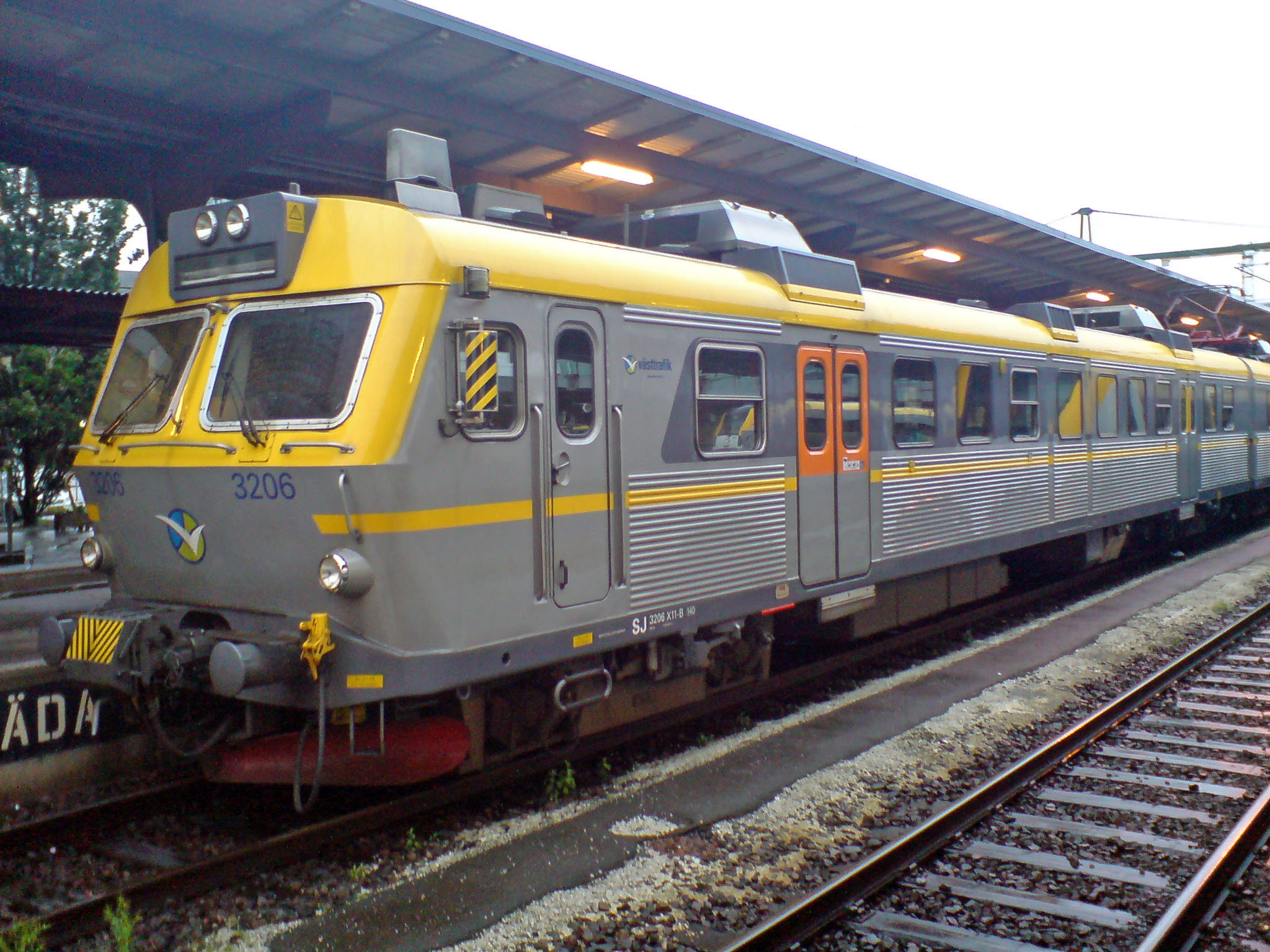
Västtåg 3206 av en X11, regionalversionen av X10, på Göteborgs centralstation juli 2007